# Georges Hall, New South Wales
Georges Hall este o suburbie în Sydney, Australia.